# Fekete ribiszke
A fekete ribiszke vagy fekete ribizli (Ribes nigrum) a ribiszkefélék (Grossulariaceae) családjába tartozó növényfaj. A vörös ribiszkénél a kiegyenlítettebb hőmérsékletű északabbi részekről származik, Nagy-Britanniától Közép-Szibériáig honos. Magyarországon a Szigetközben és a Hanságban találhatók védett populációi, valamint a Gödöllői-dombság területén él.

## Jellemzése
1-1,5 m magasra növő tüskétlen cserje, amely évenként több fiatal hajtást hoz. Hímnős virágait az 1 évnél idősebb ágak oldalrügyeiből fejleszti ki, miközben 4-5-6 éves vesszői egyre kevesebbet teremnek, míg végül elhalnak.
Termése a piros ribizliéhez hasonló alakú, de rövidebb kocsányon elhelyezkedő, fekete színű rekeszálbogyótermés. Április, május hónapban virágzik és termését június, júliusban érleli be. Egyes fajtáknál a bogyók az érést követően vagy szedéskor a kocsányról lepotyognak.

## Felhasználása
A bogyós gyümölcsök közül a fekete ribizli C-vitamin-tartalma a legnagyobb, de friss fogyasztásra jellegzetesen erős íz- és zamatanyaga kevésbé teszi kedveltté. Ezzel szemben szörpnek és bornak feldolgozva sokak által kedvelt, immunerősítő védőital. Dzsem is készíthető belőle. A fekete ribizli 14 g fehérjét, 4.1 g zsírt, 154 g szénhidrátot, 6 g szerves sót és 38 g rostot tartalmaz kilogrammonként.

## Termesztése
A fekete ribiszke csak a savanyú, tápanyaggal jól ellátott, nem meszes talajokat kedveli. Magyarország a termeszthetőségének déli határán fekszik, termesztésével csak a hűvösebb, kiegyenlítettebb hegyvidéki területeken érdemes foglalkozni.
Az egészen nedves, magas talajvízállású területeken is jól terem, de a száraz domboldalakon és aszályos homoktalajon rosszul fejlődik és keveset terem. Szárazság esetén öntözni kell.

## Alfajok, változatok, termesztett fajták
Változatok:
- Ribes nigrum var. nigrum (törzsváltozat)
- Ribes nigrum var. sibiricum (szibériai feketeribizli)

Termesztett fajták:
- Fertődi 1: Június végén érő korai, alacsony növésű fajta. Nagy bogyójú gyümölcse jól szedhető, kellemes aromájú, friss fogyasztásra és fagyasztásra is alkalmas.
- Titania: Bokra nagyon erős növekedésű, hosszú fürtű, nagy bogyójú. A lisztharmatnak és több gombabetegségnek is ellenáll, jó adottságok mellett nagy terméshozamokra képes fajta.

További fajták:
- Altajszkaja deszertnaja
- Bija
- Brödtorp
- Neo szüpajus csajaszja
- Pobjeda
- Silver gieter
- Wellington

## Kapcsolódó szócikk
- Levélpirosító ribiszke-levéltetű